# Náhradní rodinná péče
Náhradní rodinná péče (NRP) je poskytována dětem bez rodiny nebo dětem, které nemohou být z různých důvodů vychovávány ve své původní rodině. Dává dětem možnost vyrůstat v přirozeném rodinném prostředí, které – na rozdíl od ústavní péče – má pozitivní vliv na jejich psychomotorický a psychický vývoj. Náhradní rodinná péče se v Česku uskutečňuje ve čtyřech právních režimech: adopcí (tj. osvojením), poručenstvím a opatrovnictvím nebo pěstounstvím.

## Historie
V období první československé republiky se z důvodu nedostatečnosti veřejné péče angažovaly v sociální péči o děti hlavně občanské či církevní spolky. Důležitým zákonem upravujícím péči o nevlastní děti byl Zákon č. 256/1921 SB., o ochraně dětí v cizí péči a dětí nemanželských. Zákon stanovil, že dozor nad touto péčí bude mít okresní soud, popř. „pověřená osoba.“
V roce 1949 vznikl v rámci komunistického přepracování právního řádu zákon o právu rodinném, v roce 1952 zákon o sociálně právní ochraně mládeže. V duchu kolektivizace v něm byla úplně opomenuta nepříbuzenská pěstounská péče, děti stávajících pěstounů musely být buď osvojeny, nebo nastoupily do ústavního zařízení. Osvojení se stalo výsadou osob s kladným postojem k lidově demokratickému státu, hlavní formou péče o opuštěné děti se stala ústavní výchova. Následky tohoto pojetí péče o ohrožené děti se nese společnost dosud. Stále je u nás více ústavů než v jiných evropských zemích, institut pěstounské péče je nedoceněn. Ve světě od 40. let probíhaly výzkumy zaměřené na negativní dopad institucionální péče na vývoj dítěte.  
V roce 1963 vyšla průlomová kniha Zdeňka Matějčka a Josefa Langmajera „Psychická deprivace v dětství“. V tomtéž roce vyšel nový zákon o rodině, platný s určitými změnami až do r. 2013. Tento zákon připouštěl svěření dítěte do „výchovy jiného občana než rodiče“ (§ 45). Zákon o rodině definoval podmínky pěstounské péče, osvojení, poručenství a opatrovnictví.
Po roce 1968 vznikla první SOS vesnička v Doubí u Karlových Varů, poskytující skupinovou pěstounskou péči jako konkurenci k péči ústavní. Pěstounská péče se dále specifikovala v zákoně č. 50/1973 Sb. Po roce 1989 přestal být dohled nad pěstounskou péčí pouze doménou státu. Na scéně se objevily organizace, které působí v oblasti náhradní rodinné péče dodnes (Fond ohrožených dětí – 1990, Středisko náhradní rodinné péče – 1994, Sdružení pěstounských rodin – 1995). 
V roce 1990 ratifikovalo Československo Úmluvu o právech dítěte. Úmluva se sdělením federálního ministerstva zahraničních věcí dostala do Sbírky zákonů (104/1991 Sb.). V roce 1998 Novela zákona o rodině (91/1998 Sb.) nařídila v případě svěření dítěte do náhradní rodinné péče ověření možnosti předání dítěte příbuzným před nařízením ústavní výchovy. V roce 1999 byl přijat zákon o sociálně – právní ochraně dětí. Právně ošetřil celý proces zprostředkování náhradní rodinné péče a upravil nabídku služeb pro náhradní rodiny.
Od roku 2013 nabyla účinnosti novela zákona o sociálně-právní ochraně dětí. Ta umožnila rozvoj služeb na podporu výkonu náhradní rodinné péče, rozšíření pěstounské péče na přechodnou dobu a další změny. Novela také ukládá orgánům sociálně-právní ochrany povinnost snažit se vyhledat náhradní rodinnou péči pro každé opuštěné dítě (do té doby se nepočítalo s umístěním handicapovaných dětí do náhradních rodin).
Náhradní rodinná péče je dětem poskytována na základě zákona 89/2012 Sb., občanský zákoník, a to formou osvojení (adopce), pěstounské péče či poručenství s osobní péčí. Pěstounská péče je upravena v zákoně o sociálně-právní ochraně dětí a v právních předpisech o sociálním zabezpečení (nemocenské a důchodové pojištění pěstounů).
Podle NKÚ bylo v roce 2023 stále 7 300 dětí v ústavní péči..
Jejich počet v pěstounské péči se zvýšil na cca 13 000. Podle MPSV počet dětí v náhradní rodinné péči (vyjma osvojení) činil 21 000.

## Režimy náhradní rodinné péče

### Adopce (osvojení)
Jednotlivci nebo manželé si mohou osvojit nezletilé dítě, které je tzv. právně volné (tj. že rodiče dají s osvojením dítěte souhlas, případně jsou zbaveni rodičovské odpovědnosti nebo byl soudem určen nezájem rodičů o dítě). Osvojitelé mají stejná práva a povinnosti vůči dítěti jako rodiče, stávají se tak zákonnými zástupci dítěte a mají rodičovskou odpovědnost k osvojenci. Stejně tak vzniká právní vztah mezi osvojencem a příbuznými osvojitelů se všemi vzájemnými právy a povinnostmi příbuzných osob. Osvojením zanikají vzájemná práva a povinnosti mezi osvojencem a původní rodinou. Osvojené dítě získává příjmení osvojitelů. O osvojení rozhoduje soud na návrh osob, které si chtějí dítě osvojit.
O osvojení nemůže být rozhodnuto bez souhlasu dítěte, rodičů dítěte nebo osob, které jsou oprávněny dát souhlas za rodiče, popřípadě manžela osvojitele.
Před rozhodnutím soudu o osvojení dítěte musí budoucí osvojitelé vychovávat dítě nejméně 3 měsíce na své náklady (tzv. předadopční péče).

#### Formy osvojení
Podle věku osvojence rozlišujeme osvojení
- nezletilého[11]
- zletilého.[12]

Nově je občanským zákoníkem zavedeno osvojení zletilého. Jedná se o specifické případy, např. osvojitel hodlá osvojit dítě svého manžela nebo přirozeného sourozence jiného osvojence. Zletilý osvojenec nepřijímá příjmení osvojitele.

#### Osoba osvojitele
Osvojitelem se může stát svéprávná zletilá bezúhonná osoba s přiměřeným věkovým rozdílem vůči dítěti. Příprava a evidence v registru žadatelů se řídí zákonem o sociálně-právní ochraně dětí. Osvojitelé musí splňovat kritéria jako například řádný život, dobrý zdravotní stav, bezúhonnost, finanční zajištění apod. K osvojení může dojít, jen když to bude ku prospěchu dítěte.

#### Osvojení ze zahraničí
Specifickou formou osvojení je osvojení z/do zahraničí pro děti, jimž se nepodařilo nalézt náhradní rodinu v zemi svého původu (pravidlo subsidiarity). Mezinárodní osvojení je upraveno Úmluvou o ochraně dětí a spolupráci při mezinárodním osvojení z roku 1993, která v ČR vstoupila v platnost v roce 2000. Potřebné doklady je možné vyřídit výhradně přes Úřad pro mezinárodněprávní ochranu dětí v Brně.

### Pěstounská péče
Dítě v pěstounské péči nemá práva biologického potomka. Právní vztah mezi dítětem a pěstounem končí dosažením zletilosti dítěte. Biologičtí rodiče neztrácí rodičovské povinnosti, do péče pěstounů svěřuje soud v přítomnosti biologických rodičů, kteří tak vědí, kde jejich dítě vyrůstá. Pokud to biologickým rodičům situace dovolí a budou schopni se o dítě postarat, mohou ho chtít zpět. Dají žádost soudu a ten jejich požadavek zváží.

#### Formy pěstounské péče
Podle vztahu pěstouna k dítěti rozlišujeme pěstounskou péči
- příbuzenskou
- nepříbuzenskou.

Pěstouni poskytující příbuzenskou pěstounskou péči, např. prarodiče, nejsou povinni projít přípravami a dítě jej jim svěřeno na základě příbuzenského vztahu. Většinu pěstounských rodin tvoří příbuzenské. Příbuzenská pěstounská péče má přednost.
Podle délky rozlišujeme
- pěstounskou péči (PP),
- pěstounskou péči na přechodnou dobu (PPPD).[17]

#### Pěstounská péče na přechodnou dobu
Je poskytována tzv. profesionálním pěstounem, který má být vyzrálou osobností mezi 28-65 roky a nabídnout dítěti po předchozí důkladné přípravě trpělivost, vřelost, navázání vztahu a naplnění jeho potřeb podle jeho vývojové fáze. Pěstoun je připraven na předání dítěte do trvalé péče a neočekává vděk, přičemž vnímá svoji práci jako službu dítěti a jeho rodině. Dítě je svěřeno do PPPD na dobu nezbytně nutnou, nejdéle 12 měsíců. Pěstoun pobírá od státu odměnu pěstouna na přechodnou dobu, a to i po dobu, kdy žádné dítě v péči nemá, poněvadž je připraven přijmout dítě okamžitě.

#### Doprovázení pěstounů
Krajské úřady jsou odpovědny za doprovázení pěstounských rodin. Doprovázející organizace nebo orgán sociálně-právní ochrany dětí (OSPOD) zajišťuje:
- vzdělávání pěstounů (24 h ročně),
- zajištění krátkodobého hlídání např. v době nemoci,
- zajištění dlouhodobého hlídání, tzv. "dovolená" - 14 dní za rok,
- podporu při kontaktu s biologickou rodinou a
- odborné poradenství (např. právní, pedagogicko-psychologické).[19]

### Poručenství
Poručníka ustanovuje soud, pokud rodiče dítěte zemřou nebo jsou zbaveni rodičovské odpovědnosti v plném rozsahu. Obvykle je jím ustanovena osoba určená rodiči, pokud to neodporuje zájmům dítěte, zpravidla se jedná o příbuzné nebo osobu blízkou. Poručníky mohou být i manželé. Pokud se nenajde vhodná fyzická osoba, je poručníkem ustanoven orgán sociálně-právní ochrany dětí (OSPOD). Osobně pečujícímu poručníku náleží obdobné finanční zajištění jako v případě
pěstounské péče.

#### Osoba poručníka
Poručník vykonává rodičovskou odpovědnost a podléhá stálému dozoru soudu, jemuž pravidelně podává zprávy o dítěti a předkládá účty ze správy jeho jmění. Poručník nemá k dítěti vyživovací povinnost a pokud je správa majetku dítěte spojena se značnou námahou, má právo na odměnu. Zaniká dosažením plnoletosti dítěte nebo rozhodnutím soudu.

### Opatrovnictví
Opatrovníka určuje soud, který stanoví, co smí a co nesmí opatrovník dělat. Zabývá se například správou majetku během řízení o osvojení. Často jím bývá stanoven orgán sociálně-právní ochrany dětí (OSPOD).

#### Osoba opatrovníka
Opatrovník zastupuje zájmy dítěte, hrozí-li střet zájmů dítěte a zájmů druhé osoby, která měla dítě zastupovat. Opatrovník může být z řad příbuzných osob či blízkých dítěte nebo rodině, pracovník církevní organizace či advokát nebo daňový poradce (typické pro opatrovníka pro správu jmění).

## Ústavní výchova
Pokud není možno svěřit dítě do náhradní rodinné péče, může soud nařídit ústavní výchovu. Soud zvažuje, zda není na místě dát přednost svěření dítěte do péče fyzické osoby. Obvykle je dítě svěřeno do ústavní péče do doby své zletilosti.

### Hostitelská péče
Dítěti v ústavní výchově může ředitel ústavního zařízení povolit pobyt u rodičů či jiných fyzických osob nejvýše na 14 kalendářních dnů, a to jen s písemným souhlasem obecního úřadu obce s rozšířenou působností.

## Příprava k náhradní rodinné péči

### Podmínky náhradní rodinné péče
Pokud se manželé nebo jednotlivec rozhodne osvojit si dítě, musí jít na oddělení sociálně-právní ochrany dětí městského úřadu. Musí doložit: potvrzení o příjmu, posudek zaměstnavatele, potvrzení o zdravotním stavu, výpis z rejstříku trestů. Žadatelé jsou povinni projít přípravným vzděláváním v daném rozsahu:
- žadatelé o osvojení nebo pěstounskou péči nejméně 48 h a
- žadatelé o pěstounskou péči na přechodnou dobu 72 h.[25]

### Přípravné vzdělávání PRIDE
Jednou z možností, jak lze připravovat žadatele je kurz PRIDE (Parent Resources for Information, Develompent and Education), jež vznikl v roce 1993 v USA.
"Přípravné vzdělávání se soustřeďuje na identifikaci pěti základních kategorií kompetencí u žadatelů o náhradní rodinnou péči, jimiž jsou:
- Chránit děti a starat se o ně.
- Naplňovat vývojové potřeby dětí a řešit opožděný vývoj.
- Podporovat vztahy mezi dětmi (a jejich původními rodinami či blízkými osobami).
- Vytvářet pro děti bezpečné pečující vztahy na celý život.
- Pracovat jako člen profesionálního týmu."[27]